# Vito Pallavicini
Vito Pallavicini (* 22. April 1924 in Vigevano; † 16. August 2007 ebenda), Pseudonym Calimero, war ein italienischer Liedtexter.

## Leben
Vito Pallavicini studierte Verfahrenstechnik und schrieb ab 1945 für ein lokales wöchentliches Nachrichtenmagazin in Vigevano. Sein erstes Lied mit dem Titel Amorevole schrieb er im Jahre 1959 mit dem italienischen Songwriter Pino Massara für Nicola Arigliano. Seitdem entstanden aus seiner Feder die Texte zu mehr als 160 Liedern, von denen viele am jährlichen Sanremo-Festival teilnahmen, darunter auch Pino Donaggio beim Festival im Jahr 1965 mit dem Song Io che non vivo (senza te). Das Lied wurde in vielen Ländern unter anderem von Elvis Presley, Dusty Springfield und Cher unter dem Titel You Don’t Have to Say You Love Me veröffentlicht. Mit dem Song Non andare più lontano, dessen Text aus Pallavicinis Feder stammt, nahm Claudio Villa beim Eurovision Song Contest 1967 für Italien teil.
Weitere internationale Bekanntheit erreichte er durch den Song Azzurro aus dem Jahr 1968, gesungen von Adriano Celentano, der Platz sechs in den deutschen Charts und Platz eins in der österreichischen Hitparade erreichte und ebenfalls mehrfach gecovert wurde.
Vito Pallavicini starb an seinem Geburtsort im Jahr 2007 im Alter von 83 Jahren.

## Werke als Liedtexter (Auswahl)
- 1959 Nicola Arigliano: Amorevole
- 1959 Tony Dallara: Ghiaccio Bollente[4]
- 1961 Mina: Le mille bolle blu
- 1960 Adriano Celentano: Così no
- 1964 John Foster: Amore scusami
- 1964 Mina: È l’uomo per me
- 1966 Milva: Nessuno di voi
- 1966 Paola Bertoni: Se questo ballo non finisse mai
- 1966 Pino Donaggio: Una casa in cima al mondo
- 1967 Al Bano: Nel sole
- 1968 Al Bano: Caro amore
- 1969 Rosanna Fratello: Il treno
- 1975 Albatros: Africa
- 1975 Joe Dassin: Ça va pas changer le monde[5]
- 1976 Adriano Celentano: Svalutation[6]
- 1976 Graham Bonney: Salut
- 1976 Mireille Mathieu: Ciao bambino, sorry
- 1984 Toto Cutugno Serenata[7]
- 1989 Amanda Lear: Mia cara Clara